# Bahnstrecke Pruszcz Gdański–Łeba
| Der Bahnhof in Pruszcz Gdański (Praust) | |                                                             |                                                             |
| Streckennummer: | 229 |                                                             |                                                             |
| Kursbuchstrecke: | 111t (Nawcz (Nawitz) – Lębork (Lauenburg [Pommern]) 1934) 111s (Lębork (Lauenburg [Pommern]) – Łeba (Leba) 1934) DR 672, 672a, 111t, 111s (1940) |                                                             |                                                             |
| Streckenlänge: | 134 km |                                                             |                                                             |
| Spurweite: | 1435 mm (Normalspur) |                                                             |                                                             |
| Streckengeschwindigkeit: | 100 km/h |                                                             |                                                             |
| | |                                                             |                                                             |
| \| \| \| von Danzig \| \| \| \| 0,000 \| Pruszcz Gdański (Praust) \| Pruszcz Gdański (Praust) \| \| \| \| nach Tczew–Warschau \| \| \| \| 1,890 \| Pruszcz Gdański GPRD \| Pruszcz Gdański GPRD \| \| \| 2,000 \| Pruszcz Gdański GS \| Pruszcz Gdański GS \| \| \| 3,000 \| Pruszcz Gdański Cargill \| Pruszcz Gdański Cargill \| \| \| 4,536 \| Juszkowo (Gischkau) \| Juszkowo (Gischkau) \| \| \| 7,122 \| Straszyn Prędzieszyn (Straschin-Prangschin) \| Straszyn Prędzieszyn (Straschin-Prangschin) \| \| \| 8,811 \| Goszyn (Goschin) \| Goszyn (Goschin) \| \| \| 12,151 \| Bielkowo (Bölkau) \| Bielkowo (Bölkau) \| \| \| 14,015 \| Pręgowo Gdańskie (Prangenau) \| Pręgowo Gdańskie (Prangenau) \| \| \| 15,668 \| Kolbudy (Kahlbude) \| Kolbudy (Kahlbude) \| \| \| 16,440 \| Kolbudy Rolbet \| Kolbudy Rolbet \| \| \| 18,790 \| Łapino (Lappin) \| Łapino (Lappin) \| \| \| 22,468 \| Nięstepowo (Nestenpohl) \| Nięstepowo (Nestenpohl) \| \| \| \| von Gdańsk-Wrzeszcz \| \| \| \| 24,892 \| Stara Piła (Altemühle) \| Stara Piła (Altemühle) \| \| \| 29,492 \| Żukowo Zachodnie (Zuckau West) \| Żukowo Zachodnie (Zuckau West) \| \| \| \| von Gdynia \| \| \| \| 31,270 \| Abzw. Glińcz (Glinsch) \| Abzw. Glińcz (Glinsch) \| \| \| \| nach Somonino–Kościerzyna–Nowa Wieś Wielka \| \| \| \| 36,529 \| Dzierżążno (Seeresen; ehem. Bahnhof) \| Dzierżążno (Seeresen; ehem. Bahnhof) \| \| \| \| von Somonino \| \| \| \| 41,365 \| Kartuzy (Karthaus [Westpreußen]) \| Kartuzy (Karthaus [Westpreußen]) \| \| \| 47,856 \| Prokowo (Prockau) \| Prokowo (Prockau) \| \| \| 51,277 \| Garcz (Gartsch) \| Garcz (Gartsch) \| \| \| 54,858 \| Reskowo (Röskau) \| Reskowo (Röskau) \| \| \| 57,100 \| Miechucino (Miechutschin) \| Miechucino (Miechutschin) \| \| \| 60,600 \| Mojusz (Moisch) \| Mojusz (Moisch) \| \| \| 66,483 \| Sierakowice (Sierakowitz) \| Sierakowice (Sierakowitz) \| \| \| 72,038 \| Kamienica Królewska (Kaminitza) \| Kamienica Królewska (Kaminitza) \| \| \| 76,650 \| Niepoczołowice (Wahlendorf) \| Niepoczołowice (Wahlendorf) \| \| \| 79,753 \| Linia Zakrzewo (Linde-Werder) \| Linia Zakrzewo (Linde-Werder) \| \| \| 85,116 \| Kętrzyno (Kantrschin) \| Kętrzyno (Kantrschin) \| \| \| \| 1920–1939: deutsch-polnische Grenze \| \| \| \| 86,333 \| Nawcz (Nawitz) \| Nawcz (Nawitz) \| \| \| 88,878 \| Rozłazino (Roslasin) \| Rozłazino (Roslasin) \| \| \| \| von Danzig \| \| \| \| \| von Bytów \| \| \| \| 101,266 \| Lębork (Lauenburg [Pommern]) \| Lębork (Lauenburg [Pommern]) \| \| \| \| nach Stargard [Pommern] \| \| \| \| 103,832 \| Lębork Nowy Świat (Neue Welt) \| Lębork Nowy Świat (Neue Welt) \| \| \| 105,588 \| Nowa Wieś Lęborska (Neuendorf [Kr. Lauenburg P.]; ehem. Bf) \| Nowa Wieś Lęborska (Neuendorf [Kr. Lauenburg P.]; ehem. Bf) \| \| \| 109,471 \| Garczegorze (Garzigar; ehem. Bahnhof) \| Garczegorze (Garzigar; ehem. Bahnhof) \| \| \| \| nach Choczewo–Wejherowo \| \| \| \| 116,968 \| Lędziechowo (Landechow; ehem. Bahnhof) \| Lędziechowo (Landechow; ehem. Bahnhof) \| \| \| 120,915 \| Wrzeście (Freest) \| Wrzeście (Freest) \| \| \| \| nach Bargędzino \| \| \| \| 128,385 \| Steknica (Fichthof) \| Steknica (Fichthof) \| \| \| 133,644 \| Łeba (Leba) \| Łeba (Leba) \| | |                                                             |                                                             |
| Strecke | | von Danzig                                                  | von Danzig                                                  |
| Bahnhof | 0,000 | Pruszcz Gdański (Praust)                                    | Pruszcz Gdański (Praust)                                    |
| Abzweig ehemals geradeaus und nach links | | nach Tczew–Warschau                                         | nach Tczew–Warschau                                         |
| Dienststation / Betriebs- oder Güterbahnhof (Strecke außer Betrieb) | 1,890 | Pruszcz Gdański GPRD                                        | Pruszcz Gdański GPRD                                        |
| Dienststation / Betriebs- oder Güterbahnhof (Strecke außer Betrieb) | 2,000 | Pruszcz Gdański GS                                          | Pruszcz Gdański GS                                          |
| Dienststation / Betriebs- oder Güterbahnhof (Strecke außer Betrieb) | 3,000 | Pruszcz Gdański Cargill                                     | Pruszcz Gdański Cargill                                     |
| Bahnhof (Strecke außer Betrieb) | 4,536 | Juszkowo (Gischkau)                                         | Juszkowo (Gischkau)                                         |
| Bahnhof (Strecke außer Betrieb) | 7,122 | Straszyn Prędzieszyn (Straschin-Prangschin)                 | Straszyn Prędzieszyn (Straschin-Prangschin)                 |
| Haltepunkt / Haltestelle (Strecke außer Betrieb) | 8,811 | Goszyn (Goschin)                                            | Goszyn (Goschin)                                            |
| Bahnhof (Strecke außer Betrieb) | 12,151 | Bielkowo (Bölkau)                                           | Bielkowo (Bölkau)                                           |
| Haltepunkt / Haltestelle (Strecke außer Betrieb) | 14,015 | Pręgowo Gdańskie (Prangenau)                                | Pręgowo Gdańskie (Prangenau)                                |
| Bahnhof (Strecke außer Betrieb) | 15,668 | Kolbudy (Kahlbude)                                          | Kolbudy (Kahlbude)                                          |
| Dienststation / Betriebs- oder Güterbahnhof (Strecke außer Betrieb) | 16,440 | Kolbudy Rolbet                                              | Kolbudy Rolbet                                              |
| Bahnhof (Strecke außer Betrieb) | 18,790 | Łapino (Lappin)                                             | Łapino (Lappin)                                             |
| Bahnhof (Strecke außer Betrieb) | 22,468 | Nięstepowo (Nestenpohl)                                     | Nięstepowo (Nestenpohl)                                     |
| Abzweig ehemals geradeaus und von rechts | | von Gdańsk-Wrzeszcz                                         | von Gdańsk-Wrzeszcz                                         |
| ehemaliger Bahnhof | 24,892 | Stara Piła (Altemühle)                                      | Stara Piła (Altemühle)                                      |
| ehemaliger Bahnhof | 29,492 | Żukowo Zachodnie (Zuckau West)                              | Żukowo Zachodnie (Zuckau West)                              |
| Abzweig geradeaus und von rechts | | von Gdynia                                                  | von Gdynia                                                  |
| Blockstelle | 31,270 | Abzw. Glińcz (Glinsch)                                      | Abzw. Glińcz (Glinsch)                                      |
| Abzweig geradeaus und nach links | | nach Somonino–Kościerzyna–Nowa Wieś Wielka                  | nach Somonino–Kościerzyna–Nowa Wieś Wielka                  |
| Haltepunkt / Haltestelle | 36,529 | Dzierżążno (Seeresen; ehem. Bahnhof)                        | Dzierżążno (Seeresen; ehem. Bahnhof)                        |
| Abzweig geradeaus und von links | | von Somonino                                                | von Somonino                                                |
| Kopfbahnhof Strecke ab hier außer Betrieb | 41,365 | Kartuzy (Karthaus [Westpreußen])                            | Kartuzy (Karthaus [Westpreußen])                            |
| Bahnhof (Strecke außer Betrieb) | 47,856 | Prokowo (Prockau)                                           | Prokowo (Prockau)                                           |
| Bahnhof (Strecke außer Betrieb) | 51,277 | Garcz (Gartsch)                                             | Garcz (Gartsch)                                             |
| Haltepunkt / Haltestelle (Strecke außer Betrieb) | 54,858 | Reskowo (Röskau)                                            | Reskowo (Röskau)                                            |
| Bahnhof (Strecke außer Betrieb) | 57,100 | Miechucino (Miechutschin)                                   | Miechucino (Miechutschin)                                   |
| Haltepunkt / Haltestelle (Strecke außer Betrieb) | 60,600 | Mojusz (Moisch)                                             | Mojusz (Moisch)                                             |
| Bahnhof (Strecke außer Betrieb) | 66,483 | Sierakowice (Sierakowitz)                                   | Sierakowice (Sierakowitz)                                   |
| Bahnhof (Strecke außer Betrieb) | 72,038 | Kamienica Królewska (Kaminitza)                             | Kamienica Królewska (Kaminitza)                             |
| Bahnhof (Strecke außer Betrieb) | 76,650 | Niepoczołowice (Wahlendorf)                                 | Niepoczołowice (Wahlendorf)                                 |
| Bahnhof (Strecke außer Betrieb) | 79,753 | Linia Zakrzewo (Linde-Werder)                               | Linia Zakrzewo (Linde-Werder)                               |
| Bahnhof (Strecke außer Betrieb) | 85,116 | Kętrzyno (Kantrschin)                                       | Kętrzyno (Kantrschin)                                       |
| Grenze (Strecke außer Betrieb) | | 1920–1939: deutsch-polnische Grenze                         | 1920–1939: deutsch-polnische Grenze                         |
| Bahnhof (Strecke außer Betrieb) | 86,333 | Nawcz (Nawitz)                                              | Nawcz (Nawitz)                                              |
| Bahnhof (Strecke außer Betrieb) | 88,878 | Rozłazino (Roslasin)                                        | Rozłazino (Roslasin)                                        |
| Abzweig ehemals geradeaus und von rechts | | von Danzig                                                  | von Danzig                                                  |
| Abzweig geradeaus und ehemals von links | | von Bytów                                                   | von Bytów                                                   |
| Bahnhof | 101,266 | Lębork (Lauenburg [Pommern])                                | Lębork (Lauenburg [Pommern])                                |
| Abzweig geradeaus und nach links | | nach Stargard [Pommern]                                     | nach Stargard [Pommern]                                     |
| Haltepunkt / Haltestelle | 103,832 | Lębork Nowy Świat (Neue Welt)                               | Lębork Nowy Świat (Neue Welt)                               |
| Haltepunkt / Haltestelle | 105,588 | Nowa Wieś Lęborska (Neuendorf [Kr. Lauenburg P.]; ehem. Bf) | Nowa Wieś Lęborska (Neuendorf [Kr. Lauenburg P.]; ehem. Bf) |
| Haltepunkt / Haltestelle | 109,471 | Garczegorze (Garzigar; ehem. Bahnhof)                       | Garczegorze (Garzigar; ehem. Bahnhof)                       |
| Abzweig geradeaus und ehemals nach rechts | | nach Choczewo–Wejherowo                                     | nach Choczewo–Wejherowo                                     |
| ehemaliger Haltepunkt / Haltestelle | 116,968 | Lędziechowo (Landechow; ehem. Bahnhof)                      | Lędziechowo (Landechow; ehem. Bahnhof)                      |
| Bahnhof | 120,915 | Wrzeście (Freest)                                           | Wrzeście (Freest)                                           |
| Abzweig geradeaus und ehemals nach rechts | | nach Bargędzino                                             | nach Bargędzino                                             |
| Haltepunkt / Haltestelle | 128,385 | Steknica (Fichthof)                                         | Steknica (Fichthof)                                         |
| Kopfbahnhof Streckenende | 133,644 | Łeba (Leba)                                                 | Łeba (Leba)                                                 |

Die Bahnstrecke Pruszcz Gdański–Łeba (Praust–Leba) ist eine Nebenbahnstrecke der Polnischen Staatsbahn (PKP) im Norden der Woiwodschaft Pommern.

## Verlauf

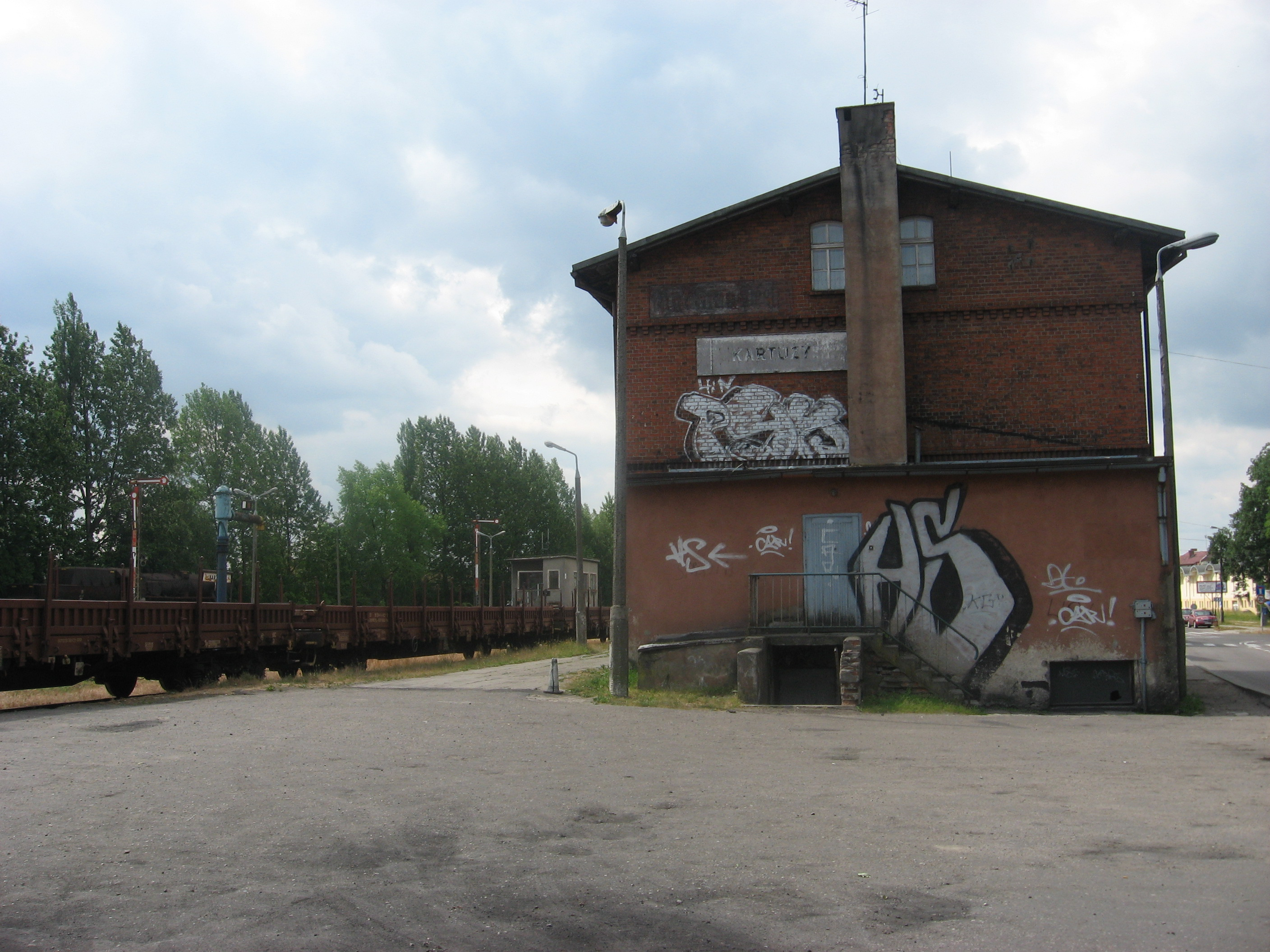
Der Bahnhof in Kartuzy (Karthaus)

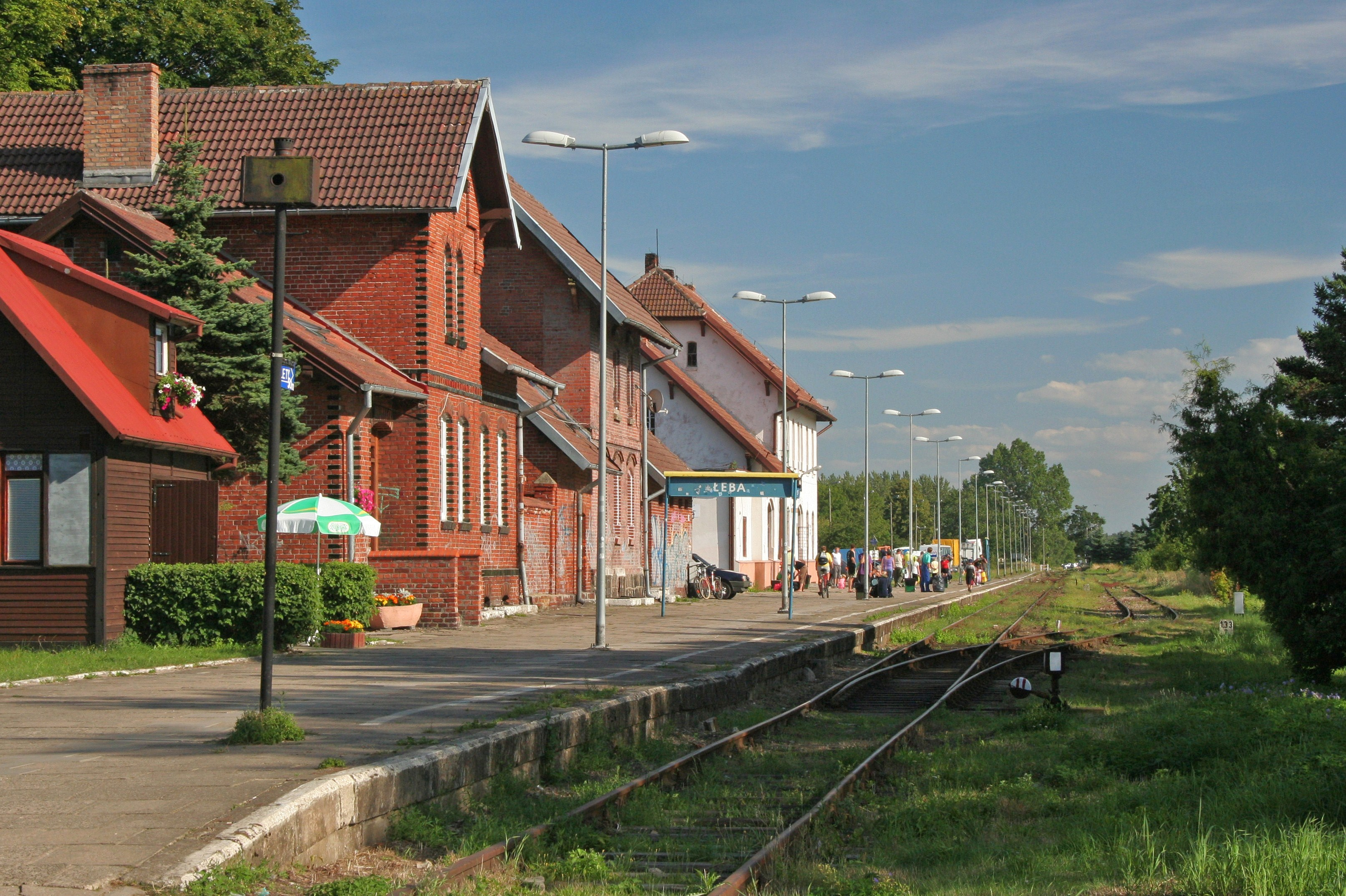
Der Bahnhof in Łeba (Leba)

Die Bahnlinie von Pruszcz Gdański nach Łeba verläuft von Südosten nach Nordwesten und verbindet die Region der südlichen Danziger Bucht mit der Ostseeküste. Sie durchzieht die Kaschubische Schweiz in den Kreisen Danzig, Kartuzy (Karthaus (Westpreußen)), Wejherowo (Neustadt (Westpreußen)) und Lębork (Lauenburg (Pommern)). Bis 1920 verband die Bahnstrecke die beiden preußischen Provinzen Westpreußen und Pommern.
In Praust (heute polnisch: Pruszcz Gdański) stellte die Bahnlinie Anschluss her zur Hauptstrecke Danzig–Dirschau (–Königsberg), die heute ein Teilstück der heutigen Nord-Süd-Strecke Danzig–Warschau ist. In Altemühle (Stara Piła) bestand Anschluss von Danzig-Langfuhr (Gdańsk-Wrzeszcz), und in Glinsch (Glińcz) an die Strecke von Gdingen nach Berent (Westpreußen). In Lauenburg (Pommern) (Lębork) traf sie auf die Strecke Berlin–Stettin–Danzig.

## Geschichte

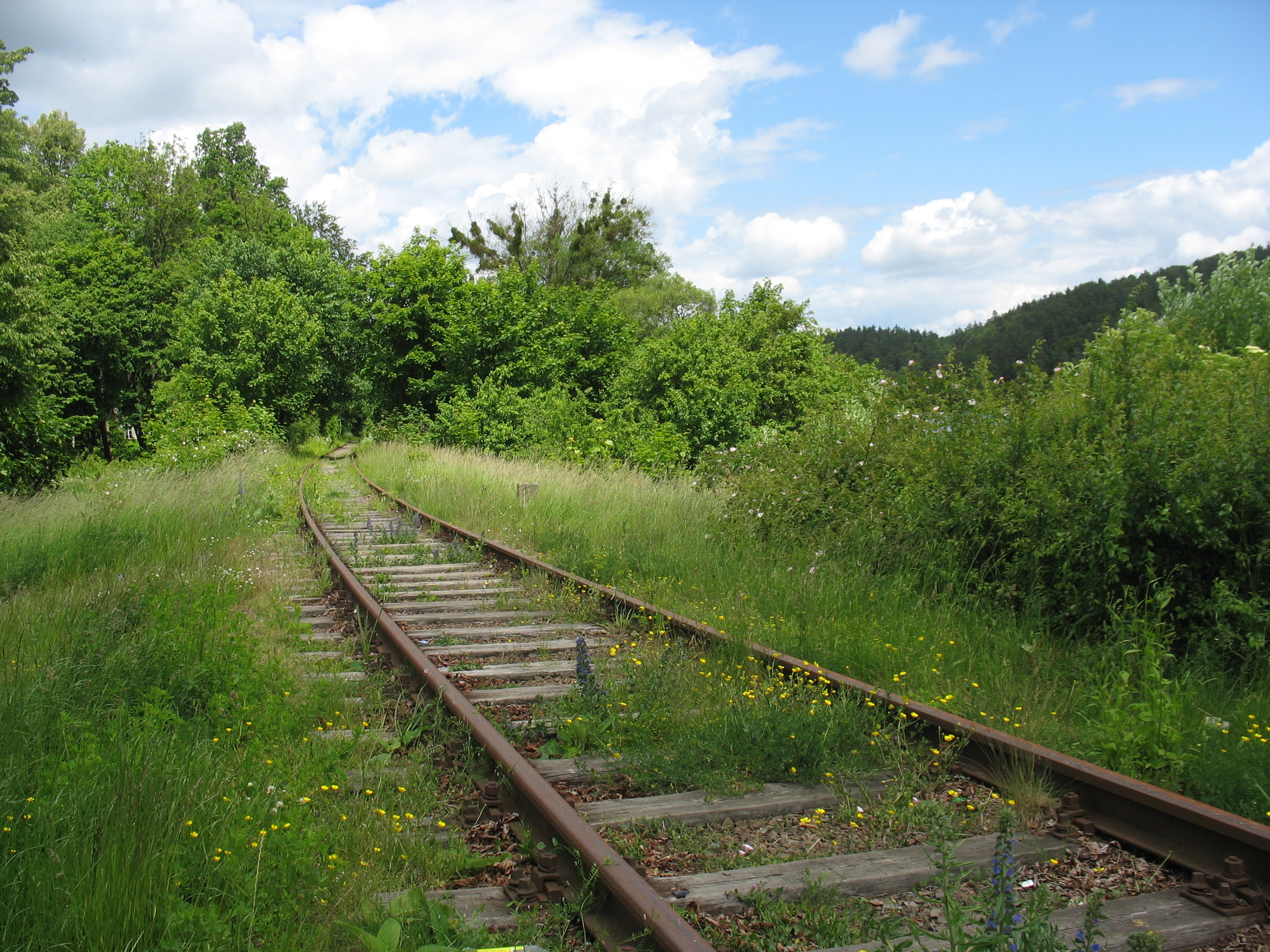
Der stillgelegte Streckenabschnitt bei Łapino Kartuskie (Lappin)

Als erstes Teilstück der Bahnstrecke Pruszcz Gdański–Łeba wurde am 1. August 1886 der Abschnitt von Praust nach Glinsch (Glińcz) eröffnet, wenige Wochen später am 1. November 1886 wurde der Abschnitt von Glinsch nach Karthaus (Kartuzy) in Betrieb genommen. Am 1. November 1899 konnte der Abschnitt von Lauenburg (Pommern) (Lębork) nach Leba (Łeba) freigegeben werden, und es folgte am 4. Oktober 1905 der Lückenschluss zwischen Karthaus und Lauenburg.
Infolge des Ersten Weltkrieges und der damit verbundenen Grenzziehung zwischen Deutschland und Polen (Polnischer Korridor) erfolgte die Schließung des Streckenabschnitts zwischen Lauenburg und Kantrschin (polnisch Kętrzyno) am 28. Juni 1920. Die Schienen zwischen Nawitsch (polnisch Nawcz) und Kantrschin wurden demontiert, bis der Abschnitt 19 Jahre später wieder freigegeben wurde.
Am 29. Mai 1994 wurde der Abschnitt von Pruszcz Gdański nach Kartuzy für den Personenverkehr geschlossen, drei Jahre später das Teilstück von Stara Piła nach Kartuzy auch für den Güterverkehr. Am 23. Juni 2000 folgte die Schließung der Strecke von Kartuzy nach Lębork für den Personenverkehr, am 24. März 2002 auch die Schließung des Abschnitts von Pruszcz Gdański nach Stara Piła für den Güterverkehr. Am gleichen Tag jedoch wurde das Teilstück von Stara Piła nach Kartuzy für den Güterverkehr wieder geöffnet.
Von der insgesamt 134 Kilometer langen Strecke standen zwischenzeitlich nur noch der Abschnitt von Lębork nach Łeba (32 km) für den Gesamtverkehr und das Teilstück von Stara Piła nach Kartuzy (17 km) für den Güterverkehr offen. Zwischen Lębork und Łeba ist die Strecke seit 2001 auf 60 km/h ausgelegt, der Abschnitt von Stara Piła nach Kartuzy ist mit 30 bis 100 km/h befahrbar.
Der Personenverkehr auf der Strecke Lębork–Łeba findet nur noch in den Sommermonaten statt. Neben modernen klimatisierten Nahverkehrstriebwagen verkehren hier im Sommer (Stand 2017) auch täglich zwei durchgehende Nachtzug-Paare vom und nach dem Süden Polens (Endpunkte Katowice via Częstochowa und Łódź bzw. Wrocław via Zielona Góra).
Am 1. Oktober 2015 wurde der Abschnitt von Glińcz (kein Halt) bis Kartuzy für den Personenverkehr wiedereröffnet, geplant ist eine Elektrifizierung auf diesem Abschnitt.